# Бернсдорф (герб)
Бернсдорф (пол. Bernsdorf ) — польский шляхетский герб (гласный герб).

## Описание
Щит расчетверен; в первой и четвертой части, в золотом поле, медведь поднявшийся па дыбы, а во второй и третьей, в красном поле, клещи накось, влево. Навершие двойное; в правом выходящий медведь влево, а в левом два слоновьих хобота, до половины белые и красные наизворот, украшенные белыми и красными перышками. Герб внесён в Гербовник дворянских родов Царства Польского, часть 1, стр. 60.

## Используют
Бернсдорфы, происхождения немецкого, в начале XVIII в. поселившиеся в Воеводстве Познанском.